# Кандида аурис
Кандида аурис (Candida auris, C. auris) е вид гъбички, който расте като дрожди. Той е един от малкото видове от рода Кандида, причиняващ кандидоза при хората. Често кандидозата е придобита в болниците от пациенти със отслабена имунна система. Candida auris може да причини инвазивна кандидоза (фунгемия, в която са заразени кръвният поток на централна нервна система и вътрешните органи). Тя привлича вниманието заради своята множествена лекарствена резистентност. Лечението също е сложно, защото лесно се идентифицира погрешно като други видове Кандида.
Кандида аурис за първи път е описан през 2009 г., след като е изолиран от ушния канал на 70-годишна японка в Токийската столична гериатрична болница в Япония. През 2011 г. в Южна Корея биват регистрирани първите случаи на заболяване от Candida auris. Съобщава се, че то се е разпространило в Азия и Европа и за първи път се е появило в САЩ през 2013 г.
ДНК анализ на четири различни, но резистентни щама на Кандида аурис показват еволюционна дивергенция най-малко преди 4000 години, с общ скок в лекарствената резистентност сред четирите разновидности, като широкото им разпространение вероятно е свързано с противогъбичен препарат от тиап азол, използван в селското стопанство. Причините за появата на лекарствена резистентност обаче остават неясни и спекулативни.